# Катањед (Атлантски Пиринеји)
Катањед (фр. Castagnède) насеље је и општина у југозападној Француској у региону Аквитанија, у департману Атлантски Пиринеји која припада префектури По.
По подацима из 2011. године у општини је живело 189 становника, а густина насељености је износила 22,69 становника/km². Општина се простире на површини од 8 km². Налази се на средњој надморској висини од 82 метара (максималној 171 m, а минималној 21 m).

## Демографија
| 1962. | 1968. | 1975. | 1982. | 1990. | 1999. | 2011. |
| ----- | ----- | ----- | ----- | ----- | ----- | ----- |
| 213   | 200   | 194   | 192   | 212   | 211   | 189   |

График промене броја становника у току последњих година